# Château Malleret (Cadaujac)
Ne doit pas être confondu avec Château de Malleret.
Le château Malleret, de style néoclassique, a été construit dans la deuxième moitié du XIXe siècle sur la commune de Cadaujac dans le département de la Gironde.

## Localisation
Le château Malleret est situé sur la rive gauche de la Garonne dans la commune de Cadaujac. On y accède par une longue allée privée à partir de la route départementale D 111 (rue du port de Grima).

## Historique du château
Le lieu-dit, ensuite connu sous le nom de Maleret au XVIIIe siècle et qui figure sur la carte de Cassini, était acheté le 24 septembre 1700 par Guillaume Malleret, avocat au Parlement de Bordeaux. La carte de l’État-major, du début du XIXe siècle révèle l’existence d’une demeure à cet endroit. 
| - Carte de Cassini, Cadaujac nord XVIIIe siècle. - Carte de l’État-major début XIXe siècle. |

Guillaume Malleret a fait construire un château, mais la date exacte de la construction initiale n'est pas connue. Le style des parties toujours existantes de ce bâtiment est celui du milieu du XVIIIe siècle. Les vignobles du château produisaient à l’époque 40 à 50 tonneaux de vin (vin de palus,).
| - Château Malleret et ses vignes c 1865. |

En 1839, Lucien Arman (dit aussi Arman-Courau), membre d'une famille d'armateurs bordelais, les Courau et Arman, reçoit par son mariage avec Laure Caillavet, le domaine et le château. En 1860, il fait agrandir le bâtiment originel et trace le parc avec ses aménagements. Lucien Arman-Courau s’est lié d’amitié avec Napoléon III qui effectue plusieurs séjours au château, arrivant de Bordeaux en bateau vapeur. Un embarcadère privé permet un accès direct à la propriété. L'origine de cette amitié n'est pas connue avec certitude, mais la rumeur populaire la fait remonter à l'époque où Louis-Napoléon Bonaparte était emprisonné au château de Ham, entre 1840 et 1846.
En 1868, les chantiers navals Arman et Courau font faillite. Ruiné, Lucien Arman met en vente le château en 1869.
M. Berthias acquiert le château en 1933. Après avoir fait l’acquisition de grilles en fer forgé provenant de la place Gambetta à Bordeaux, il les fait installer en bord de Garonne. Il installe une ferme laitière moderne et commercialise son lait sous le nom « Le lait vivant ».
Malheureusement les propriétaires suivants, sur fond de conflits familiaux, arrêtent d'entretenir le domaine. Les jardins, les annexes et le château lui-même se dégradent.
Depuis 1986, les propriétaires actuels ont restauré le château, les annexes et les jardins et ont redonné son éclat d'origine au domaine.

## Description du château
L'allée d'entrée, dans laquelle on voit les traces d'un grand portail ancien et, plus loin, des grilles, ouvre sur un parc qui entoure la demeure.
Aujourd'hui il existe quelques restes du bâtiment originel : en particulier, sur l'allée d'entrée, on voit les traces d'un grand portail plus ancien que le château actuel ; la partie centrale du château est du XVIIIe siècle.
| - Château Malleret, côté est. |

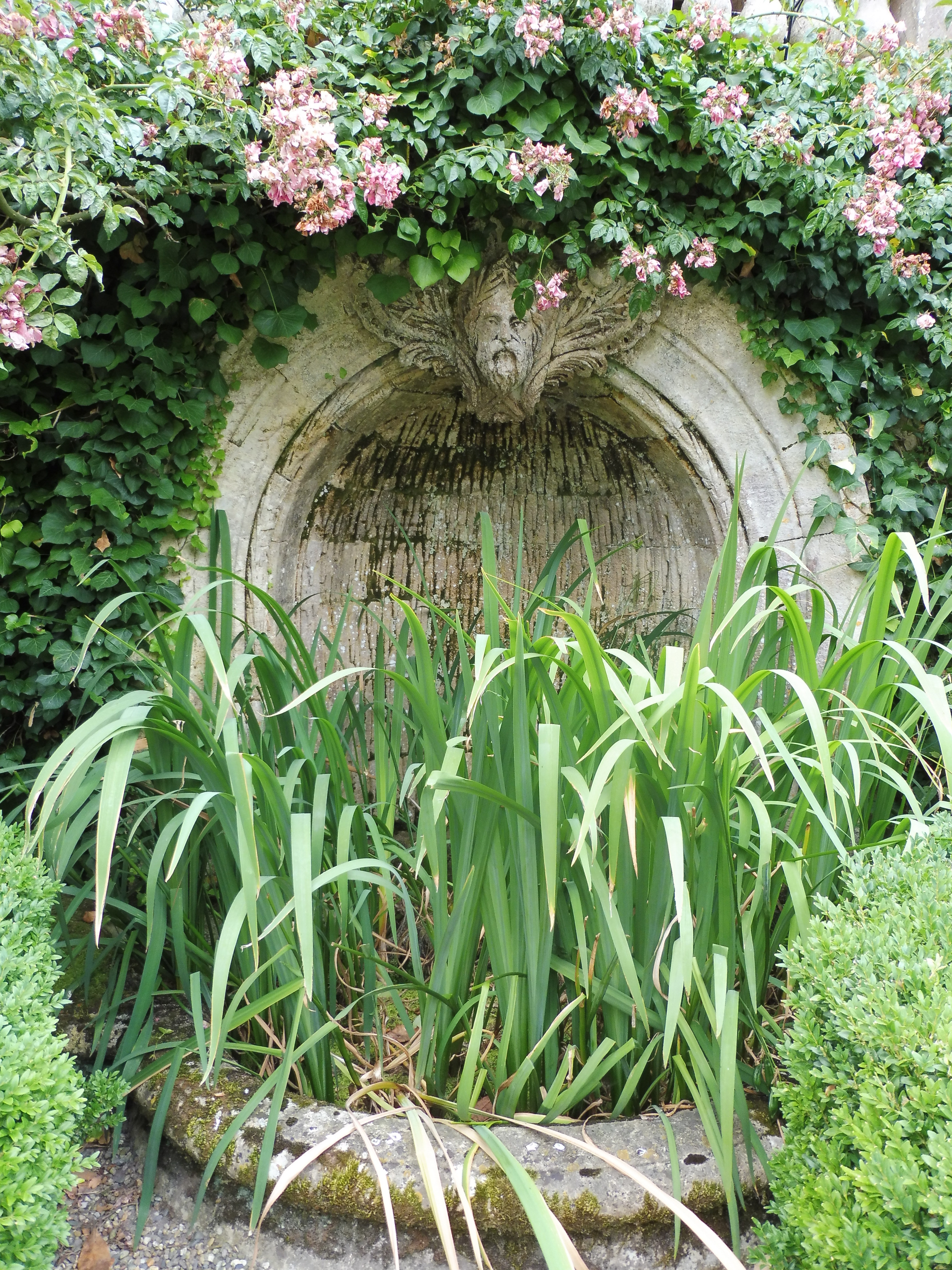
Fontaine sous l'escalier.

Le corps de logis central, coiffé d’un toit à la Mansart, est en surélévation et comporte un étage. Côté fleuve, on accède au grand salon par un escalier tournant à deux volées et montées convergentes. Une fontaine se situe en contrebas de l'escalier. Ses balustrades sont un rappel des balustres de toit qui ornent les deux parties latérales. Chaque extrémité accueille un élégant pavillon en retour d’équerre vers la Garonne dont certains ornements architecturaux rappellent ceux du pavillon central. Deux tours rondes agrémentent le pavillon côté ouest encadrant une petite avancée de style bow-window supportant une terrasse sécurisée par des balustres.
Le château Malleret et ses jardins se visitent pour la fête annuelle Rendez-vous aux jardins et pour la journée du patrimoine ou sur rendez-vous avec le propriétaire.
Le château est inscrit au titre des monuments historiques en 1989.

### Les jardins du château
Devant la façade Est du château, face à la Garonne, se trouve un jardin à la française avec bassin comportant une vasque en marbre à têtes de lions et une fontaine.
|  |

Au sud-est du château, un potager-verger a été planté dans des carrés de buis. Au nord-ouest, une série d'espaces clos à thème et de bassins, invitent à une promenade littéraire.
|  |

- Les lions : ces deux lions, en terre cuite, datent du château originel. Ils étaient autrefois posés sur les deux socles de l'ancien portail à l'entrée de l'allée. À la suite d'un vol et d'une récupération rocambolesque : l'entrée de l'allée est à environ 500 m du château. Un jour en rentrant chez-lui, le propriétaire constate, avec stupeur, que les deux lions ont disparu. Il ne restait que les socles. Peu de temps après, en voyage à Paris, il voit, dans la salle d'exposition d'un antiquaire bien connu, ses deux lions ! La police a fait le nécessaire ; les voleurs arrêtés et les lions sont retournés à Malleret. Ensuite, il a été décidé de placer les lions entre le château et la Garonne pour leur protection.

### Les dépendances du château
| - Le belvédère. - Le pigeonnier. |

Les abords du château et son parc conservent encore divers bâtiments de brique et de pierre et des vestiges d’aménagement : 
- Le belvédère : Ce belvédère, avec terrasse à balustres, est situé en bordure de la propriété, avec vue sur la Garonne. À l'origine, œuvre de l'architecte bordelais Louis Garros, c'était le pavillon de la ville de Soulac-sur-Mer à l'Exposition maritime et coloniale internationale de 1895, qui a eu lieu à la place des Quinconces de Bordeaux[7].
- Le « pigeonnier hispano-mauresque ».

Malheureusement, la tempête de décembre 1999 a sérieusement endommagé ces deux constructions. Une première restauration de 'sauvetage' a été faite ; il reste la restauration finale à faire.
- Les dépendances, datant de l'exploitation viticole, ont été conservées et réutilisées, notamment pour un élevage de paons.
- Un chai et un cuvier encadrant une troisième dépendance ronde ;
- Le garage pour carrosse et les étables sont coiffés d’une horloge, signée Guignan[8] et surmontée d’une cloche.

| - Chai et cuvier. - Horloge Guignan. - Charpente de la dépendance ronde. - Dépendance ronde. |

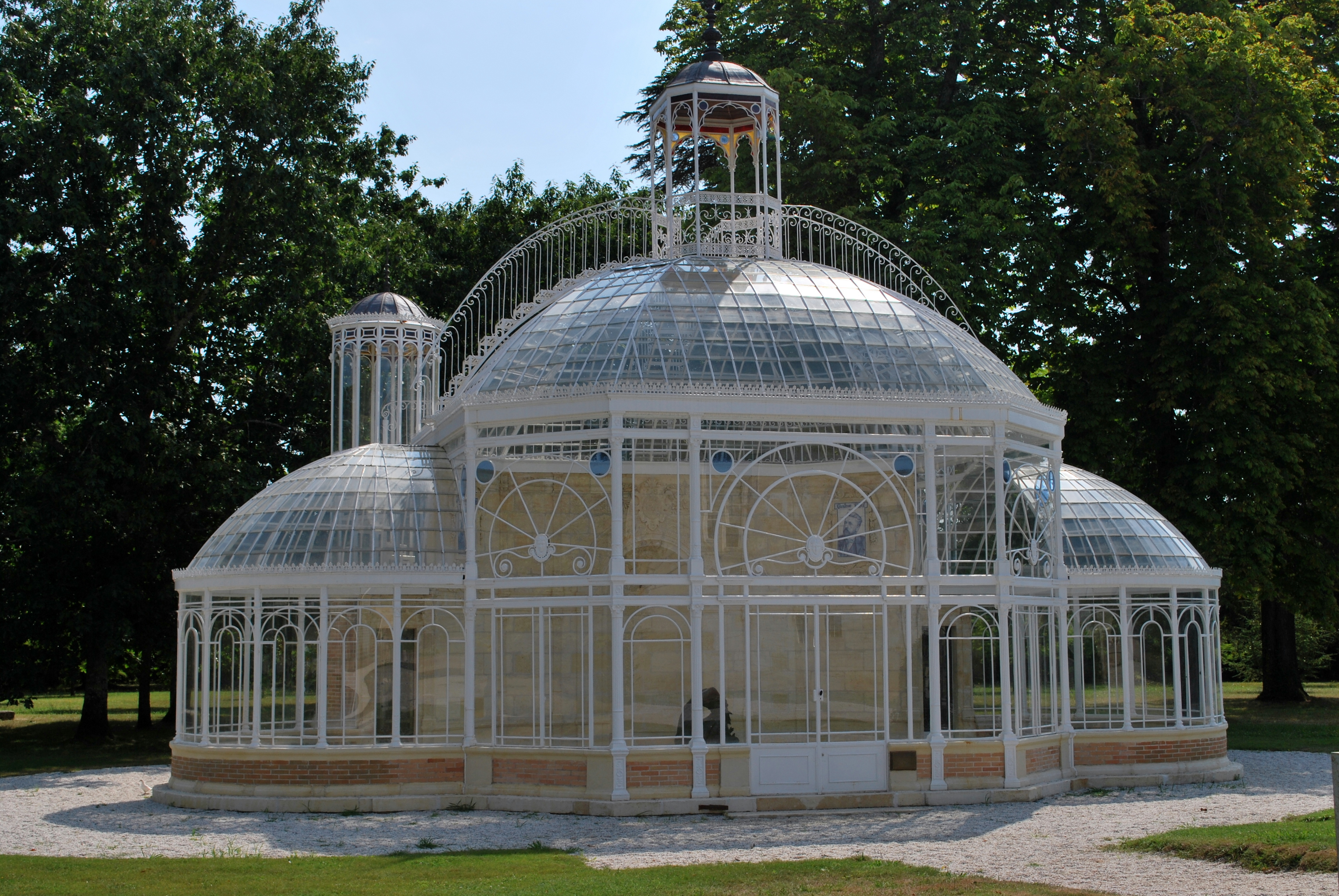
La grande serre.

- La grande serre : une magnifique serre métallique, coiffée d’un belvédère, trônait sur ses terres. Elle était un remarquable édifice réalisé dans le goût de la fin du XIXe siècle. Une véritable œuvre d’art construite pour l’Exposition universelle de 1878 (voir Expositions universelles de Paris).

L'avant-dernier propriétaire laisse tomber l'entretien du domaine et de la grande serre, qui tombe progressivement en ruine. Lors du changement de propriétaire en 1986, le maire de Gradignan, profitant d'un certain flou juridique dans les parcelles cadastrales du domaine, fait acheter la serre par la municipalité de Gradignan. La structure était transférée à Gradignan et restaurée par les ateliers municipaux. La serre est actuellement installée dans le parc du château de Laurenzane, aujourd’hui hôtel de ville de Gradignan.

### L'intérieur du château
Les salles de réception du premier étage sont meublées comme une succession de cabinets de curiosités.